# Listrognathus bicolor
Listrognathus bicolor là một loài tò vò trong họ Ichneumonidae.